# Wesensgleichheit
Wesensgleichheit, auch Homousie (von ὁμοούσιος homooúsios ‚wesensgleich, wesenseins‘), ist ein Begriff der Trinitätslehre beziehungsweise des Bekenntnisses von Nicäa, der das Verhältnis Gottes, des Vaters, zu Jesus Christus, dem Sohn, beschreibt. Eine zentrale Aussage des nicänischen Bekenntnisses (Nicänums) ist die, dass beide wesensgleich seien und der Sohn aus dem Wesen des Gott Vaters gezeugt sei; die Aufnahme der Formel von der Homousie in das Glaubensbekenntnis wurde beim Ersten Konzil von Nicäa im Jahr 325 beschlossen. Eusebius von Caesarea berichtet in einem Brief, dass der Begriff auf Initiative Konstantins in das Glaubensbekenntnis aufgenommen worden sei. Die Frage der Wesensgleichheit ist eine Kernfrage der Trinitätslehre.
Homousianer vertreten diese Auffassung eines wesensgleichen Verhältnisses. Im Unterschied dazu vertreten Homöusianer die Auffassung eines (nur) wesensähnlichen Verhältnisses. Von der Wesensgleichheit (Homousie) ist also der Begriff der Wesensähnlichkeit, auch Homöusie oder Homoiusia, abzugrenzen (die griechischen Ausdrücke ὁμοούσιος homooúsios und ὁμοιούσιος homoioúsios unterscheidet lediglich ein Iota [ι]). Daneben entstanden andere, die Homousie (Wesensgleichheit) ablehnende nichtnicänische Strömungen, wie die der Homöer und der Heterousianer.

## Geschichte
325 berief Kaiser Konstantin der Große das (erste) Konzil nach Nicaea (bei Byzantion, später Konstantinopel) ein. Dem Konzil ging der arianische Streit voran: Der alexandrinische Presbyter Arius hatte erklärt, dass Gott der Vater und Gott der Sohn weder wesenseins, noch wesensgleich seien. In Nicäa wurde der Subordinatianismus – die Vorstellung, dass der Sohn dem Vater untergeordnet sei – verworfen, ebenso die Gegenposition des Origenes und des Arius zu dem Trinitätsdogma der drei eigenständigen Hypostasen – Gott, Sohn und Heiliger Geist. Arius selbst wurde exkommuniziert.
Christus ist nach der Definition des Nizänums wesensgleich dem Vater:
- Er ist, da aus dem Wesen Gott Vaters gezeugt, von gleicher Substanz wie Gott der Vater (das heißt: ihm gebühren die gleichen Attribute, die Gott, dem Vater, zukommen [z. B. der Kyrios-Titel, ewig, unsterblich, wahrer Gott]).
- Er ist der Sohn Gottes des Vaters: gezeugt aus dessen Wesen, nicht geschaffen („erste Geburt des Sohnes“, die seiner Fleischwerdung vorausgeht).

Die Dreieinigkeit stellt somit Gottes Sohn und Heiligen Geist dem Gott Vater gleich und nicht als untergeordnet, wie der Subordinatianismus dies annimmt. Von „wesenseiner Dreifaltigkeit“ sprach zuerst der Kirchenvater Basilius.
Die Entscheidung des Konzils führte jedoch zu keiner Einigung innerhalb der sich langsam formierenden römischen Reichskirche. Im Gegenteil: Obwohl der so genannte Arianismus teilweise verfolgt wurde, kam es noch zu jahrzehntelangen Auseinandersetzungen vor allem zwischen vermeintlichen ‚Arianern‘, mehrheitlich eigentlich Gegnern des Bekenntnisses von Nicäa aus Strömungen in Nachfolge der Theologie des Origenes', und den Anhängern des Nicänums. Auch einige Kaiser waren Nicht-Nicäer, so etwa Constantius II., der sich sehr in der Kirchenpolitik engagierte und später versuchte, die Kompromissformel des ‚homöischen‘ Glaubensbekenntnisses von 360 zur Befriedung der Gegensätze durchzusetzen. Letztlich wurden im Römischen Reich ab dem späten 4. Jahrhundert das Bekenntnis von Nicäa und das anschließende Nicäno-Konstantinopolitanum (381) für allgemein verbindlich erklärt. Nicht-nicänische Glaubensbekenntnisse, wie jenes ‚homöische‘ von 360, dominierten in den meisten germanischen Reichen, die im Verlauf der Völkerwanderung entstanden, noch wenige Jahrhunderte.
In der Reformationszeit entstanden wieder antitrinitarische Gruppen, die den Dogmen der Bekenntnisse von Nicäa bzw. Nicäa-Konstantinopel widersprachen. Aus den radikal-reformatorischen Antitrinitariern entstanden die Unitarier. Später entstanden weitere antitrinitarische Gruppen wie die Christadelphians, die Zeugen Jehovas und die Mormonen.